# Kościół Ateni Sioni
Kościół Ateni Sioni – zbudowany w VII wieku gruziński kościół prawosławny we wsi Ateni, 12 kilometrów na południe od miasta Gori w Gruzji. Stoi w otoczeniu wąwozu Ateni w dolinie rzeki Tana, znanej nie tylko z zabytków historycznych, ale także z malowniczych krajobrazów i wina. Nazwa "Sioni" wywodzi się od góry Syjon w Jerozolimie. Freski zdobiące kościół są jednymi z najlepszych przykładów sakralnego malarstwa gruzińskiego.

## Historia
Kościół zbudowany został w VI wieku. Pierwowzorem był Monastyr Dżwari w Mccheta. W XI wieku wnętrze kościoła zostało ozdobione freskami przedstawiającymi władców Gruzji i biblijne sceny.